# Pilar Rahola
Pilar Rahola Martínez (Barcelona, 21 de octubre de 1958) es una analista española en prensa, radio y televisión. Fue diputada por Barcelona en el Congreso dentro del Grupo Parlamentario Mixto entre 1993 y 2000. Fue columnista en el diario La Vanguardia y es o ha sido colaboradora o tertuliana de programas radiofónicos y televisivos como Julia en la onda, 8 al día o La noria. De ideología independentista catalana, fue miembro del Consejo Asesor para la Transición Nacional, un organismo adscrito al Departamento de la Presidencia de la Generalidad creado en 2013 para asesorar sobre el proceso de independencia de Cataluña.

## Ideología

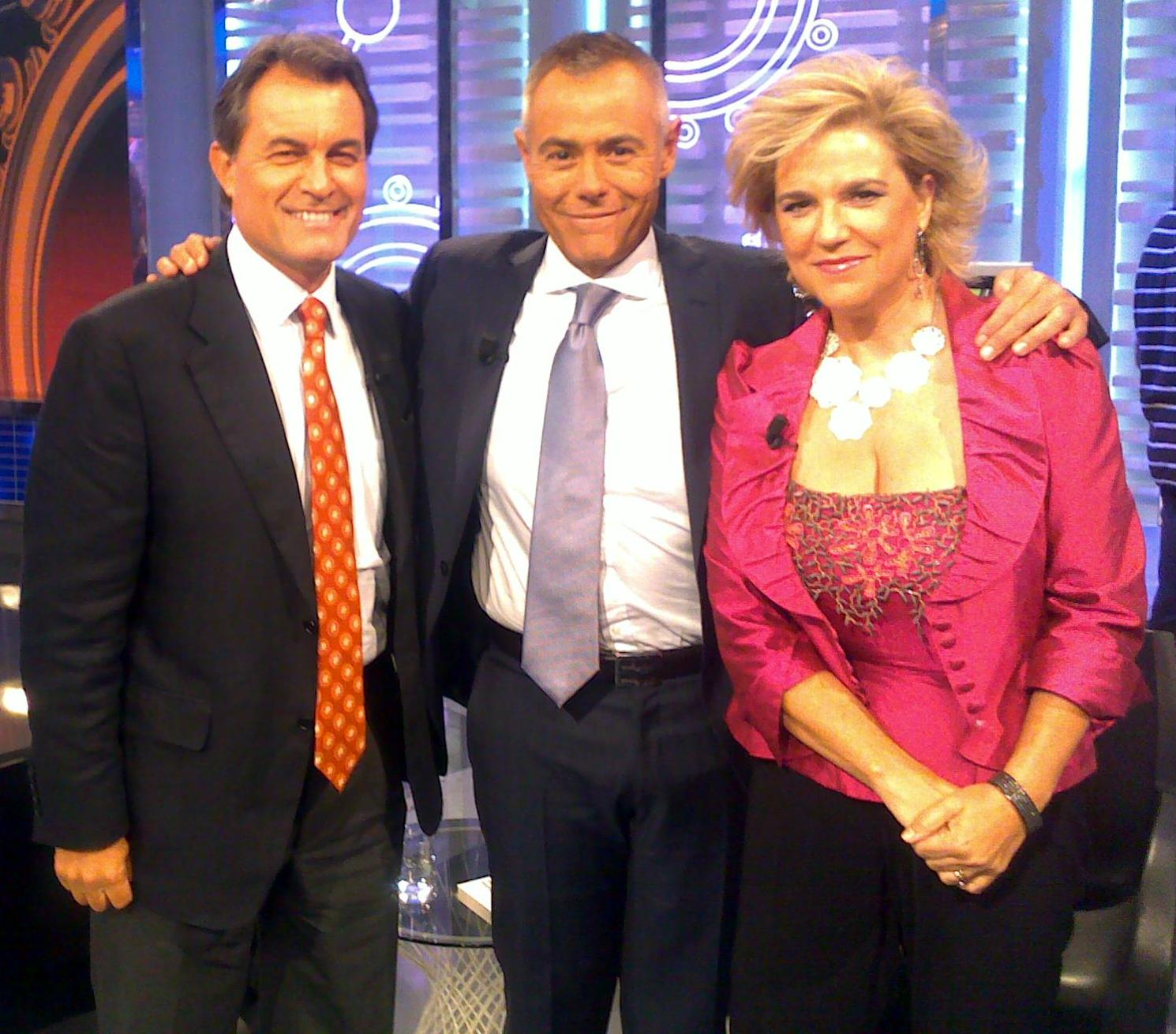
Rahola, junto a Artur Mas y Jordi González

Militante y dirigente de Esquerra Republicana de Catalunya (ERC) en su carrera política, y tras su abandono de la formación siendo una de las cabezas visibles del Partit per la Independència, se autodefinió en 2006 como «de izquierda». Fue calificada como «periodista de izquierda» en 2004, aunque se ha señalado más recientemente su acercamiento a posiciones de la centro-derechista Convergencia Democrática de Cataluña (CDC). Fue autora también en 2010 de la biografía —calificada por analistas críticos con formato «de loa»— de Artur Mas, presidente de CDC, de CiU y de la Generalidad de Cataluña y en la que parte de la crítica señaló en 2010 un «profundo resentimiento» hacia ERC y el tripartito de izquierdas. Ha sido destacado su papel como «gran amiga del pueblo de Israel». También se la ha caracterizado como «hipercrítica» respecto al mundo islámico.

## Carrera política
Fue la única representante de Esquerra Republicana de Catalunya en el Congreso de los Diputados en la V y VI Legislatura (1993-2000), así como teniente de alcalde de Barcelona. También ha sido miembro de múltiples comisiones parlamentarias, entre ellas la comisión de exteriores.
En 1996 abandonó ERC para fundar, junto a Àngel Colom y Joan Laporta, el Partit per la Independència (PI), que no obtuvo representación parlamentaria. Tras el fracaso político del PI abandonó la política activa para volver al periodismo y la escritura.
Desde 2013 fue miembro del Consejo Asesor para la Transición Nacional, órgano de la Generalidad encargado de preparar una consulta por la independencia de Cataluña, hasta que este fue suprimido el 27 de octubre de 2017 por el gobierno de España en aplicación del artículo 155 de la Constitución española. Como diputada del Congreso, fue acusada en 1994 de 
corrupción.

## Vida profesional
Rahola es licenciada en Filología Catalana por la Universidad de Barcelona.[cita requerida] Es autora de diversos libros publicados en castellano y catalán, ha colaborado con diversos periódicos españoles, como El País y La Vanguardia. También ha colaborado con el diario argentino La Nación.
Desde 1987 hasta 1990, fue directora de la editorial catalana Pòrtic, con diversas colecciones literarias a su mando. Publicó, entre otros, Bella del señor de Albert Cohen y La hoguera de las vanidades de Tom Wolfe. Además, hasta 2003 fue directora de la Fundación Acta, para la difusión del pensamiento y el debate.
Como periodista, estuvo en diversos conflictos como la guerra entre Etiopía y Eritrea, la guerra de los Balcanes, la primera guerra del Golfo (desde Jerusalén), la caída del muro de Berlín, el asalto al Parlamento Ruso y el proceso de independencia de los países bálticos. Ha sido colaboradora en varios programas de televisión como Els Matins de TV3 y 8 al día de 8tv, en ambos con Josep Cuní o Crónicas Marcianas, La noria y Sábado Deluxe de Telecinco. En la radio presentó Vis à vis, programa de entrevistas —exclusivamente a hombres— que se emitió en Ona Catalana de 2000 a 2003 y que en 2006 se adaptó a la televisión para emitirse por BTV. Desde 2007 colabora en el programa de radio Julia en la Onda en Onda Cero, con Julia Otero, en el que da su opinión sobre diversos temas, entre los que se cuentan el nacionalismo catalán, los derechos de la mujer y el conflicto árabe-israelí. Respecto a este último tema, su posicionamiento a favor de Israel y sus críticas hacia determinados aspectos del islam la ha llevado a recibir críticas en varios medios, algunos de ellos de tendencia islámica.
Ha dado conferencias en universidades de Argentina, Colombia, Brasil, México, Costa Rica, Israel, Perú y Chile. También las ha dado en diversas ciudades norteamericanas, entre ellas Miami, San Diego, Palm Beach, así como en Puerto Rico, en el Palacio Legislativo de Uruguay y en Panamá.

## Parientes
Diversos familiares se han dedicado a la política. Uno de ellos, Pedro Rahola, fue dirigente de la Lliga Catalana, diputado, senador, ministro sucesivamente de Marina y sin cartera en los últimos gobiernos del bienio radical-cedista durante la Segunda República y amigo de Francisco Cambó. Otro, Frederic Rahola, fue el primer Síndico de Agravios de Cataluña tras la restauración de la Generalidad. También es familiar de Carles Rahola, intelectual catalán condenado a muerte y ejecutado por el franquismo en 1939.[cita requerida] Está casada y tiene tres hijos, dos de ellos adoptados en Barcelona y Siberia, respectivamente.

## Participación social y galardones
Ha participado en el Foro de Porto Alegre y ha sido ponente del Coloquio Idea de Mar de Plata, que agrupa el mundo empresarial argentino. Es miembro de honor de la Universidad de Tel Aviv, desde 2006, y ha ganado el premio Menorá de oro, junto con Simone Veil, otorgado por la B´nai Brith de Francia.
También ha recibido el "Premio Universidad de Tel Aviv", en reconocimiento a su trayectoria personal y periodística, otorgado en 2007 en Buenos Aires.[cita requerida] También en 2007, la Universidad Hebrea de Jerusalén le ha otorgado el "Premio Scopus 2007", por su labor en pro de los derechos humanos. [cita requerida]
En noviembre de 2007 recibió el premio APEI a la mejor articulista de prensa, concedido por la "Asociación Profesional Española de Informadores de Prensa, Radio y Televisión". En 2008, ha participado en el congreso Anual de AIPAC (American Israel Public Affairs Commitee), como invitada de honor, para dar una conferencia sobre la izquierda y el antisemitismo en Europa.
En 2009 recibió el Premio Senador Ángel Pulido, otorgado por la Federación de Entidades Judías de España, así como el Mass Media Award, concedido por el American Jewish Committee. En 2010 recibió el Premio Daniel Pearl, el Premio Atlàntida y el Premio CMN a la Excelencia Empresarial y Profesional de Mujeres de Negocios. El 2011 recibió en Ginebra el premio Morris Abram Human Rights Award por parte de la organización UN Watch, por su defensa de la mujer en el islam y su lucha global por los derechos humanos. En el 2011, el Gremio del Cava Catalán le otorga la distinción de "Cofrare de Mèrit del Cava". También en 2011, premio el "Bones Pràctiques de Comunicació no Sexista", otorgado por l´Associació de Dones Periodistes de Catalunya, por practicar "un periodismo riguroso y de calidad, haciendo visibles a las mujeres y sus actuaciones".[cita requerida] En 2012 recibe junto a José María Aznar, Jordi Pujol y Felipe González, entre otros, el premio Samuel Hadas que otorga la Embajada de Israel, en reconocimiento a su esfuerzo en favor del respeto y la tolerancia al pueblo judío.
En 2012 recibe la "Medalla al Mèrit Sardanista" por su reivindicación de la sardana en sus intervenciones públicas”.
En 2013, en homenaje a su lucha contra el antisemitismo, el Fondo Nacional Judío plantó un bosque de 2500 árboles a su nombre en Yatir, en el Négev.
En 2014, el Cuerpo de Policía de Cataluña, los Mozos de Escuadra, la premian con el distintivo "Mossa d´Honor". También es distinguida con la distinción del Forum Carlemany, una agrupación de empresarios catalanes.
En 2017 gana el premio Ramon Llull de les Lletres Catalanes, que otorga la editorial Planeta, el premio más importante de la literatura catalana, por su novela Rosa de Cendra.

## Polémicas

### Presunta arrogancia
En 1996 se hace público un altercado de Pilar Rahola con un guardia urbano responsable del depósito municipal donde estaba su automóvil y se le exigía el pago de la correspondiente sanción para su retirada. Tras varios minutos de discusión con el agente, la entonces candidata de Izquierda Republicana de Cataluña ordenó a su chófer que sacase el vehículo que además acabó bloqueando la puerta de salida. El incidente fue grabado por la cámara de seguridad del depósito y el asunto fue objeto de múltiples notas de prensa y crítica a un tradicional «¿no sabe quién soy?» como argumento. La candidata republicana lamentó el incidente y pidió disculpas.

### Currículum incierto y falso doctorado
En 2014 saltó la noticia de que la versión en español de su currículum en su página web personal había estado errado durante varios años, acreditándose en él dos doctorados inexistentes.
En el libro En directe, con Josep Cuní, se puede leer en catalán: «Pilar Rahola es doctora en Filología Hispánica y Catalana y doctora honoris causa por la Universidad de Santiago de Chile». En otro libro, Atrapados en la discordia, también se presentó como Doctora escribiendo en inglés: «PhD in Spanish and Catalan Philology».
Consultada sobre estas inconsistencias, Rahola explicó que en realidad es licenciada en Filología y que el doctorado lo obtuvo en la Universidad de Chile. Sin embargo, el doctorado por su defensa de la libertad es de la UNIACC, una pequeña institución privada que la Comisión Nacional de Acreditación de Chile no reconoce para expedir títulos.

### Escolarización de una de sus hijas en el extranjero
En septiembre de 2011, Pilar Rahola intervenía en una tertulia en el programa de Tele 5 La noria. Los invitados discutían sobre los recortes de educación realizados en diversas comunidades autónomas, cuando Celia Villalobos, intentando defender la política del PP en la comunidad de Madrid, declaró que ella era la única que había llevado a sus hijos a la escuela pública. Pilar Rahola la contradijo, alegando que ella también llevaba a su hija a la escuela pública, pero Villalobos le recordó que: «Tú no. Tú te has ido a Suiza a llevarlos a un colegio privado». Rahola, visiblemente molesta, respondió que; «No tienes derecho a hablar de mis hijos. Has sido muy cerda, eres muy cerda y muy ruin. ¿Qué te crees que es esto? ¿El corazón? Eres una impresentable. ¿Qué coño sabes tú de mi vida? Mis hijos han ido a la educación pública y he hecho el esfuerzo personal para mandar un año fuera a mi hija para que aprenda a hablar inglés. Lo pago yo. No tú».  
Otra de los invitadas, María Antonia Iglesias, le reprochó a Villalobos que utilizase una información que conocía porque la propia Rahola se lo había confiado en privado justo antes de que empezase el programa. «Has hecho una cosa indecente. Utilizar para una dialéctica pública una conversación privada que hace cinco minutos mantenías con Pilar Rahola. Eso es sucio, obsceno y te descalifica como persona». 
Antes del estallido de la polémica, Rahola había declarado públicamente que pensaba llevar a su hija adoptiva, Ada, a un colegio suizo, pero sin especificar centro o coste. Aunque Rahola había declarado enfáticamente en 2011 que su hija iba a estar solo un año en Suiza, a finales de julio de 2015, el blog Informalia, de elconomista.com, desveló que Ada seguía estudiando en el elitista colegio privado Aiglon College, con un coste aproximado de 91.300 euros anuales, que suben a 130.000 con las actividades extraescolares. Al día siguiente, Informalia acusó a Rahola de no dejarles entrar en su cuenta de Twitter.

### Artículo sobre las torturas de losmozos de escuadraa Lucian Padurau
Pilar Rahola escribió un artículo de opinión para La Vanguardia en el que realizó unas polémicas declaraciones sobre el caso de torturas a Lucian Padurau, un caso significativo que ha denunciado Amnistía Internacional. En él, afirmaba que «en pocas horas se aclaró el error y el joven retornó a casa (...) delitos que no significaron ni el ingreso en hospital de la víctima (...) hoja de servicios impecable».
Estas palabras negaban las torturas que posteriormente fueron ratificadas tanto por la Audiencia de Barcelona como por el Tribunal Supremo, a pesar de que el Gobierno del PP concediera un segundo indulto a los agentes en 2012, después de rebajarles la pena.

### Polémica por su expulsión de la fundación de los TOUS
El 20 de diciembre de 2017, la firma Tous expulsa a Pilar Rahola y a la esposa de Artur Mas -Helena Rakosnik- de su fundación, la Fundación Rosa Oriol, para zanjar la posible reacción de los consumidores ante la Navidad, al ser acusada la familia joyera de comulgar con el independentismo por sus vínculos personales.

### Polémica por su posición en el conflicto árabe-israelí
El 8 de octubre de 2024, Pilar Rahola fue víctima de un ataque mientras participaba en una conferencia en La Garriga. Un grupo de manifestantes de la Organització Juvenil Socialista irrumpió en el evento y le arrojó pintura roja en protesta contra el estado de Israel con pancartas que decían «Destruyamos el estado sionista de Israel» mientras la acusaban de tener las manos «manchadas de sangre» por supuestamente posicionarse a favor de ese país un día después del ataque de Hamás.
Rahola contestó: «No me asustarán ni me harán callar y la prueba es que he dado la conferencia. No permitiré que unos fascistas me impidan hablar».

## Televisión
Programas
- (1998-2004) Crónicas Marcianas de Telecinco.
- (2004-2015) Els Matins de TV3.
- (2007-2012) La noria de Telecinco.
- (2012-2013) El gran debate de Telecinco.
- (2011-2017) 8 al día de 8tv.
- (2017) Sábado Deluxe de Telecinco.
- (2018) Hechos reales de Telecinco.
- (2019-actualidad) Todo es mentira de Cuatro.
- (2021) Rocío, contar la verdad para seguir viva de Telecinco.
- (2023) La última noche de Telecinco.

## Libros
- Aquell estiu color de vent - Editorial Pòrtic 1983. ISBN 84-7306-208-6
- Color de verano - Editorial Pòrtic 1983. ISBN 84-7306-208-6
- Aperitiu nocturn - Editorial Pòrtic 1985. ISBN 84-7306-260-4
- La qüestió catalana - Editorial Columna 1993. ISBN 84-7809-515-2
- Mujer liberada, hombre cabreado - Editorial Planeta 2000 ISBN 84-08-03499-5
- Dona alliberada, home emprenyat - Editorial Planeta 2000 ISBN 84-08-03477-4
- Carta a mi hijo adoptado - Editorial Planeta 2001 ISBN 84-08-03886-9
- L'adopció un acte d'amor - Editorial Columna 2001 ISBN 84-8300-760-6
- Carta ao meu filho adoptado - Editorial Ámbar 2003 ISBN 972-43-0654-2
- Historia de Ada - Editorial RandomHouse Mondadori 2002 ISBN 84-97590-26-6
- 3x1: El món actual a través de 3 generacions - Editorial Plaza & Janes 2003 ISBN 84-01-38626-8
- Catalunya, any zero -Editorial Ara llibres 2004 ISBN 84-96201-16-3
- ANTISEMITISME DESPRÉS D'AUSCHWITZ -Ed. Tres i Quatre (2004). ISBN 978-84-7502-706-7
- A favor de Israel -Editorial Certeza (2005) ISBN 84-96219-20-8
- Atrapados en la discordia: conversaciones sobre el conflicto Israel-Palestina -Editorial Destino (2009) ISBN 978-84-2334-169-6
- La máscara del rey Arturo -Editorial RBA libros (2010) ISBN 978-84-9867-817-8
- La República Islámica de España -Editorial RBA libros (2011). ISBN 978-84-9867-986-1
- El carrer de l´Embut -Editorial RBA libros (2013). ISBN 978-84-826-4629-9
- Carta a mi hijo adoptado -Editorial RBA Libros (2012). ISBN 978-84-9006-249-4
- Mariona -Ed. RBA La Magrana (2014). ISBN 978-84-8264-737-1
- ¡BASTA! -Ed. RBA Libros (2015). ISBN 978-84-9056-667-1
- PROU! -Ed. RBA La Magrana (2015). ISBN 978-84-8264-793-7
- Rosa de ceniza -Editorial Planeta (2017). ISBN 978-84-08-16992-5
- Rosa de Cendra -Editorial Columna CAT (2017). ISBN 978-84-664-2225-3
- S.O.S. CRISTIANS -Editorial Columna CAT (2018). ISBN 978-84-664-2362-5
- S.O.S. CRISTIANOS -Ediciones Destino (2018). ISBN 978-84-233-5343-9